# Niweat Siriwong
Niweat Siriwong (Thai: นิเวศ ศิริวงศ์, * 18. Juli 1977 in Nakhon Phanom) ist ein ehemaliger thailändischer Fußballspieler.

## Karriere

### Verein
Seine Karriere begann Niweat beim Sinthana FC, welcher später mit dem heutigen Verein FC Chula United fusionierte. Vier Jahre verbrachte er bei dem Verein und brachte es dabei auf insgesamt 97 Einsätze. Dabei konnte er gleich zu Beginn seiner Karriere die ersten Titel seiner Laufbahn feiern. Wurde er mit der Mannschaft 1997 noch Vizemeister der Thai Premier League konnte er sich ein Jahr später über seine erste Meisterschaft freuen. Durch den Gewinn der Meisterschaft konnte er mit dem Klub an der AFC Champions League 1999/2000 teilnehmen und sammelte so seine ersten Erfahrungen auf internationaler Vereinsebene. Im März 2000 wechselte er nach Singapur in die S-League zu Gombak United. Dort spielte er zusammen mit seinem Landsmann Surachai Jirasirichote in der Abwehr. Nach nur einem Jahr bei Gombak wechselte er jedoch zum Ligarivalen Sembawang Rangers. Bei beiden Vereinen blieb ihm jedoch ein Titelgewinn versagt. Anschließend ging er nach Vietnam, wo er vier Jahre für NHDA Thép Pomina (später Thép Pomina Tiền Giang) spielte. Sportlich war dies für ihn jedoch ein weiterer Abstieg. In den vier Jahren stieg der Verein zweimal ab. Nach den Jahren in Vietnam ging er zurück nach Thailand und spielte dort eine Saison für BEC-Tero Sasana. Nach einem Jahr wechselte er für 5 Jahre an die Ostküste zu Pattaya United. Nach 5 Jahren zog es ihn dann zum Erzrivalen Chonburi FC. Über den Umweg Ayutthaya Warrior unterschrieb er wieder einen Vertrag für ein Jahr bei SEINEN Club Pattaya United. Nach nur einem Jahr wechselte er dann in die Thai League 2 zum Aufsteiger Kasetsart FC.
Ende 2017 beendete er seine Karriere als Fußballspieler.

### Nationalmannschaft
Die Karriere in der Nationalelf begann für ihn in der U-23. Er war Teil der U-23, welche um die Qualifikation zu den Olympischen Sommerspielen 2000 in Sydney kämpfte. Anders als viele seiner Spielerkollegen nahm er nie an den Südostasienspielen teil. Dafür schaffte er etwas Außergewöhnliches. Niweat nahm mit der Nationalmannschaft an allen größeren und großen Turnieren Asiens seit 1998 teil. Er war im Kader zu den Fußball-Asienmeisterschaften 2000, 2004 und 2007. Nahm seit 1998 an allen ASEAN-Fußballmeisterschaften teil. 1998 und 2002 trat er auch bei den Asienspielen für Thailand an. Seine Leistungen über die Jahre hinweg brachten ihm bisher insgesamt 92 Einsätze in der Nationalmannschaft ein. Er gilt als einer der besten und fairsten Verteidiger Thailands.
Als Spieler der Nationalelf trat er bisher in Freundschaftsspielen gegen Vereine wie Newcastle United, Real Madrid und Manchester United an. Gegen seinen Lieblingsverein AC Mailand konnte er jedoch nie spielen. Paolo Maldini war dabei sein großes Vorbild.

## Erfolge

### Verein
Sinthana FC
- Thai Premier League

Meister: 1998
Vizemeister: 1997

### Nationalmannschaft
- Teilnahme an der Endrunde zur Fußball-Asienmeisterschaft 2000, 2004, 2007
- ASEAN-Fußballmeisterschaft Gewinner 2002, Finalist 2007, 2008
- Asienspiele Vierter Platz 1998, 2002 (U-23)

## Auszeichnungen
Thai Premier League
- Spieler des Jahres: 1998, 1999